# Miconia avia
Miconia avia är en tvåhjärtbladig växtart som beskrevs av John Julius Wurdack. Miconia avia ingår i släktet Miconia och familjen Melastomataceae. Inga underarter finns listade i Catalogue of Life.